# Ричмонд (округ Волворт, Вісконсин)
Ричмонд (англ. Richmond) — місто (англ. town) в США, в окрузі Волворт штату Вісконсин. Населення — 1901 особа (2020).

## Демографія
Згідно з переписом 2010 року, у місті мешкали 1884 особи в 758 домогосподарствах у складі 522 родин. Було 1016 помешкань
Расовий склад населення:
| - 96,3 % — білих - 0,5 % — чорних або афроамериканців - 0,3 % — азіатів - 0,2 % — корінних американців - 2,0 % — осіб інших рас |

До двох чи більше рас належало 0,6 %. Частка іспаномовних становила 4,3 % від усіх жителів.
За віковим діапазоном населення розподілялося таким чином: 20,7 % — особи молодші 18 років, 64,4 % — особи у віці 18—64 років, 14,9 % — особи у віці 65 років та старші. Медіана віку мешканця становила 46,0 року. На 100 осіб жіночої статі у місті припадало 107,7 чоловіків;  на 100 жінок у віці від 18 років та старших — 107,8 чоловіків також старших 18 років.
Середній дохід на одне домашнє господарство  становив 82 861 долар США (медіана — 68 792), а середній дохід на одну сім'ю — 94 882 долари (медіана — 77 222). Медіана доходів становила 56 953 долари для чоловіків та 38 333 долари для жінок. За межею бідності перебувало 2,0 % осіб, у тому числі 0,0 % дітей у віці до 18 років та 4,5 % осіб у віці 65 років та старших.
Цивільне працевлаштоване населення становило 996 осіб. Основні галузі зайнятості: виробництво — 21,6 %, освіта, охорона здоров'я та соціальна допомога — 20,2 %, роздрібна торгівля — 11,0 %, науковці, спеціалісти, менеджери — 8,6 %.